# أكاديمية واحتياط أولمبيك ليون
أكاديمية واحتياط أولمبيك ليون (بالفرنسية: Olympique Lyonnais Reserves & Academy) هو فريق الاحتياط وأكاديمية نادي أولمبيك ليون الفرنسي. يلعب فريق الاحتياط في الدوري الفرنسي الدرجة الرابعة، القسم الرابع لكرة القدم الفرنسية وأعلى دوري يسمح للفريق بالمشاركة فيه.
المدير الحالي للناشونال 2 هو غويدا فوفانا، الذي لعب مع أولمبيك ليون من قبل ولكن حياته المهنية كانت قصيرة بسبب الإصابات. لقد كان مديرًا للناشونال 2 منذ عام 2019. مدير أولمبيك ليون تحت 19 عامًا وتحت 17 عامًا هما إيريك هيلي وأماوري بارليت وبيير سيج.